# Eva Notty
Eva Notty, född som Shawna Street den 7  juli 1982 i Phoenix, Arizona, är en amerikansk porrskådespelare.

## Priser och nomineringar
| År   | Utmärkelse | Resultat  | Kategori                   | Nominerat verk |
| ---- | ---------- | --------- | -------------------------- | -------------- |
| 2014 | The Fannys | Nominerad | Fan Award: Hottest MILF    | i.u.           |
| 2014 | The Fannys | Nominerad | Fan Award: Hottest MILF    | i.u.           |
| 2015 | AVN Awards | Nominerad | MILF Performer of the Year | i.u.           |
| 2016 | AVN Awards | Nominerad | Most Underrated Star       | i.u.           |